# Jeníkov u Hlinska
Jeníkov (deutsch Jenikau) ist eine Gemeinde in Tschechien. Sie liegt vier Kilometer südöstlich von Hlinsko und gehört zum Okres Chrudim.

## Geographie

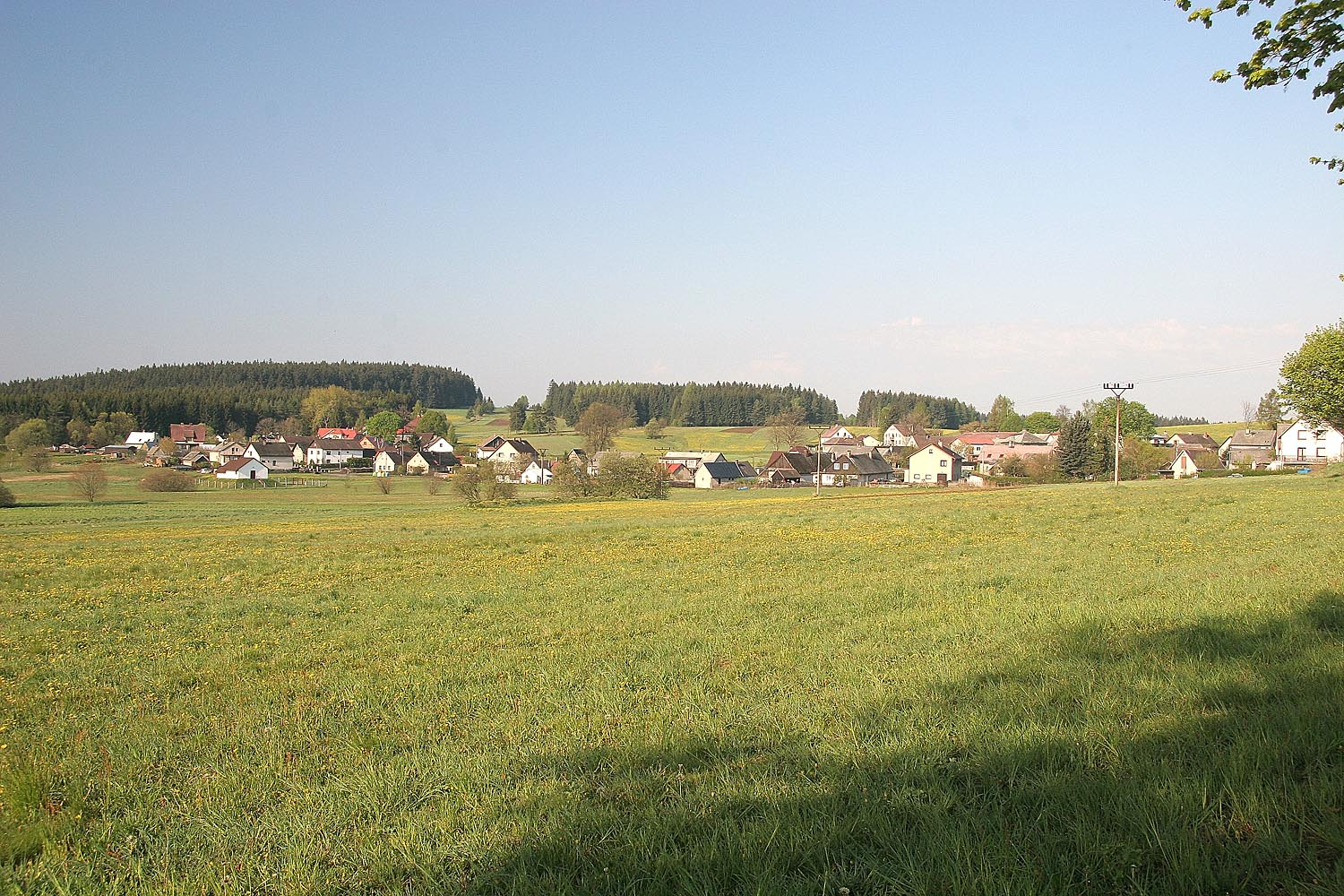
Blick vom Friedhof auf das Dorf

Jeníkov erstreckt sich im Südosten des Eisengebirges im Tal des Baches Jeníkovský potok. Durch den Ort führt die Staatsstraße II/343 zwischen Hlinsko und Svratka. Nördlich erhebt sich die Pešava (697 m n.m.), im Südosten der Vojtěchův kopec (674 m n.m.), südwestlich der Hadí vrch (685 m n.m.) und im Westen die Hrobka (688 m n.m.).
Nachbarorte sind Čertovina, Medkovy Kopce und Pláňavy im Norden, Kladno, Dědová und Ovčín im Nordosten, Filipov im Osten, Kameničky, Ve Mlýně und Rejha im Südosten, Lány, Lhoty und Vortová im Süden, Zalíbené im Südwesten, Hamry im Westen sowie Hamřík und Blatno im Nordwesten.

## Geschichte
Das Waldhufendorf Jeníkov wurde wahrscheinlich zu Beginn des 14. Jahrhunderts angelegt. Die erste urkundliche Erwähnung des Ortes erfolgte 1392 als Smil Flaška von Pardubitz die Herrschaft Richenburg an Otto von Bergow verkaufte. Seit dem 15. Jahrhundert unterstand das Dorf der Rychta in Kameničky.
Im Jahre 1835 bestand das im Süden des Chrudimer Kreises gelegene Rustikaldorf Jenikau bzw. Jenikow aus 83 Häusern, in denen 478 Personen lebten. Haupterwerbsquellen bildeten der Feldbau, etwas Obstbau sowie die Spinnerei, Weberei und Töpferei.
Katholischer Pfarrort war Kamenitschek, die Protestanten waren nach Swratauch eingepfarrt. Bis zur Mitte des 19. Jahrhunderts blieb Jenikau immer der Allodialherrschaft Richenburg untertänig.
Nach der Aufhebung der Patrimonialherrschaften bildete Jeníkov/Jenikau eine Gemeinde im Gerichtsbezirk Hlinsko. Ab 1868 gehörte die Gemeinde zum politischen Bezirk Chrudim. Zum Ende des 19. Jahrhunderts lebten in den ca. 100 Häusern von Jeníkov knapp 550 Personen. 1949 wurde die Gemeinde dem neu geschaffenen Okres Hlinsko zugeordnet; im Zuge der Gemeindegebietsreform von 1960 kam sie wieder zum Okres Chrudim zurück. Von 1976 bis 1990 war Jeníkov nach Hlinsko eingemeindet.

## Sehenswürdigkeiten
- Kapelle des hl. Wenzel
- Gezimmerte Häuser im Ortszentrum

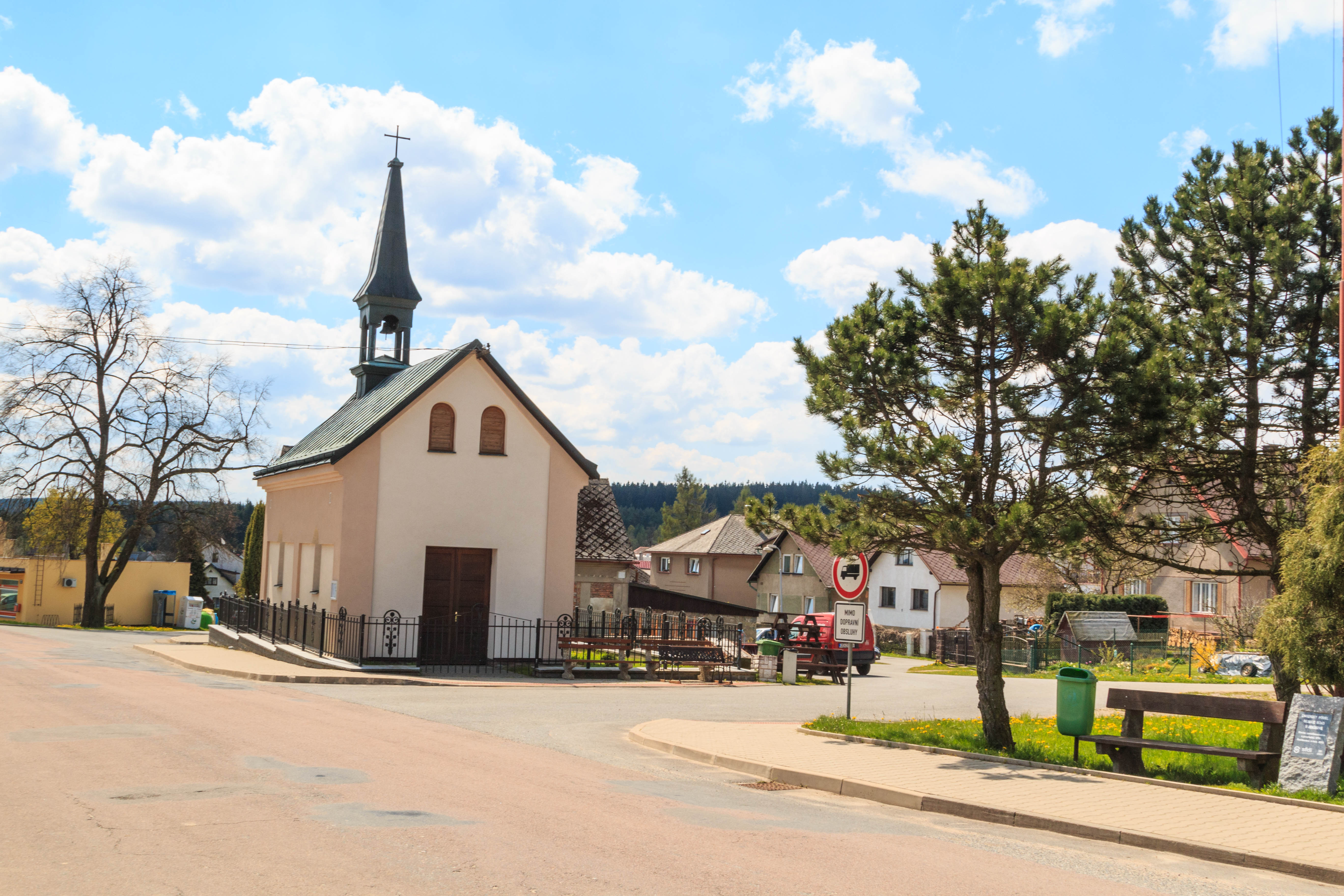
Kapelle des hl. Wenzel

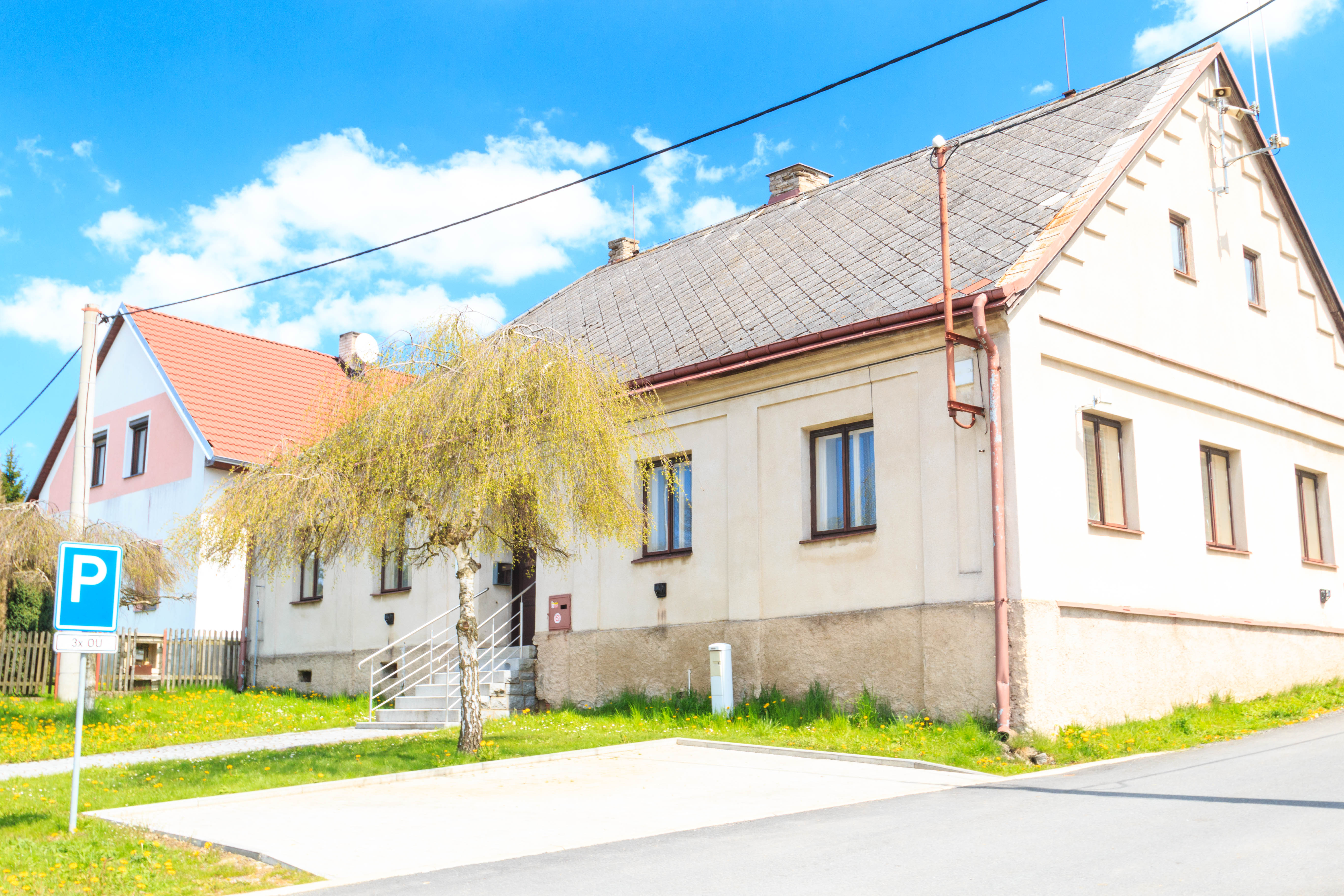
Gemeindeamt

- Chaluppengruppe „Na dolním konci“.
- Naturdenkmal Louky u Jeníkova, Feuchtwiesen am Jeníkovský potok